# Католическа партия
Католическата партия е политическа партия в Белгия, основана през 1884 и съществувала до Втората световна война.
Католическата партия е образувана на основата на възникнали още в средата на 19 век католически и консервативни политически групи, като Конституционен и консервативен съюз, Федерация на католическите кръгове и консервативните асоциации и Лига на католическите кръгове. Водена от Шарл Вусте, през 1884 партията печели общите избори. Тя участва във всички белгийски правителства по време на съществуването си (от 1916 до Втората световна война в различни коалиции). През 1921 се преименува на Католически съюз, а през 1936 – на Католически блок. Партията прекратява дейността си по време на окупацията на Белгия от Германия по време на Втората световна война.
Образуваната след войната Християнска народна партия се разграничава идеологически и организационно от довоенната Католическа партия, въпреки че наследява нейната позиция на водеща селска партия.